# Carthage, New York
Carthage är ett municipalsamhälle (village) i Jefferson County i delstaten New York. Vid 2010 års folkräkning hade Carthage 3 747 invånare.

## Kända personer från Carthage
- John Carpenter, filmregissör